# 8683 Sjölander
8683 Sjölander là một tiểu hành tinh vành đai chính với chu kỳ quỹ đạo là 2099.1267108 ngày (5.75 năm).
Nó được phát hiện ngày 2 tháng 3 năm 1992.